# Келлер, Христиан
Христиан Тьелсен Келлер (дат. Christian Thielsen Keller; род. 17 августа 1980, Брёруп, Рибе) — датский футболист, опорный полузащитник.

## Клубная карьера

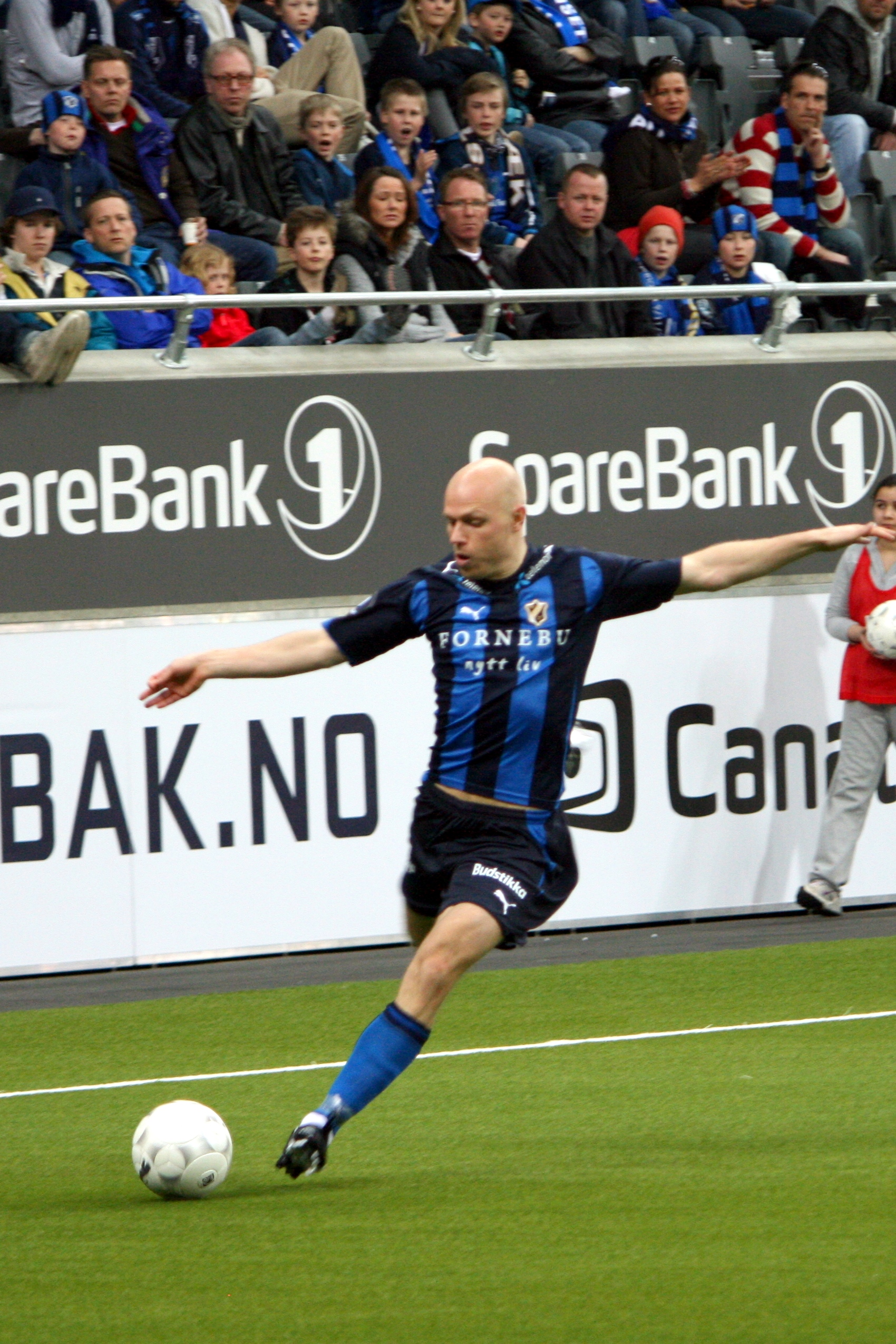
Келлер в составе «Стабека»

Келлер начал карьеру в клубе «Вайле». В 1999 году он дебютировал в датской Суперлиге. В сезона 2001/2002 команда вылетела в низший дивизион и Христиан перешёл в «Виборг». Отработав трёхлетний контракт он принял предложение итальянского «Торино», который заслужил право выступать в Серии А. Из-за финансовых нарушений туринский клуб не был допущен к играм в высшем итальянском дивизионе и Келлер стал футболистом римского «Лацио». 11 декабря 2011 года в матче против «Ливорно» он дебютировал в Серии А. Из-за высокой конкуренции он играл не регулярно в основном выходя на замену.
Летом 2006 года Христиан перешёл в норвежский «Стабек». В 2008 году он помог клубу выиграть Типпелигу и был признан болельщиками команды лучшим футболистом. В 2009 году он перешёл в турецкий «Касымпаша». 9 августа в матче против «Бурсаспора» Келлер дебютировал в турецкой Суперлиге. В 2011 году он вернулся на родину, подписав контракт на четыре года с клубом «Раннерс». 14 июля в матче против «Сённерйюска» Христиан дебютировал за новую команду. 22 октября в поединке против «Орхуса» он забил свой первый гол за «Раннерс».

## Международная карьера
В 2000 году Келлер дебютировал за молодёжной сборную Дании. В 2007 году он был вызван в сборную Дании для участия в неофициальном турнире. Христиан сыграл против сборных Сальвадора, США и Гондураса.

## Достижения
«Стабек»
- Чемпионат Норвегии по футболу — 2008